# KF Korabi Debar
KF Korabi Debar – północnomacedoński klub piłkarski z siedzibą w Debarze. Obecnie występujący w II lidze w grupie zachodniej.

## Historia
Klub został założony w 1921 roku. W sezonie 2010/2011 i w sezonie 2017/2018 klub wygrał macedońską trzecią ligę w grupie południowo-zachodniej i otrzymał awans do drugiej ligi.

## Skład
Stan na sezon 2018/2019.
| Nr | Poz. | Piłkarz            |
| -- | ---- | ------------------ |
|    | BR   | Vulnet Islami      |
|    | OB   | Kenar Vrlaku       |
|    | OB   | Kreshnik Vrlaku    |
|    | OB   | Erjon Kochi        |
|    | PO   | Edin Mersovski     |
|    | PO   | Martin Lekoski     |
|    | PO   | Ljupcho Trpeski    |
|    | PO   | Aleksandar Celeski |
|    | PO   | Adrian Muladauti   |
|    | PO   | Driljon Koleci     |
|    | PO   | Ujkan Mucha        |
|    | PO   | Fuat Spahiju       |
|    | PO   | Visar Ceku         |
|    | PO   | Habib Klobuchishta |
|    | PO   | Femi Dumani        |
|    | NA   | Bljeron Mucha      |